# Вальо-Лаурин, Роберто
Роберто Вальо-Лаурин (итал. Roberto Vaglio-Laurin, 7 августа 1929, Милан — 2 октября 1993, Мак-Лейн, Фэрфакс, Виргиния, США) — итальянский, затем — американский, учёный в области аэродинамики, ближайший сотрудник А. Ферри в аэродинамической лаборатории Бруклинского политехнического института (США).

## Биография
Родился в Милане.
Получил докторскую степень в области гражданской и авиационной техники в Римском университете и Политехническом институте Бруклина. Приехал в Соединенные Штаты в 1952 году по программе обмена Госдепартамента.
Профессор аэрокосмической техники и директор Аэрокосмического института Бруклинского политехнического института. В 1965 году он поступил на факультет Нью-Йоркского университета, где был профессором воздухоплавания и прикладных наук. В течение двух лет он был главным исполнительным директором General Applied Science Laboratories в Нью-Йорке.
В 1984 году переехал в Вашингтон и присоединился к персоналу ORI Inc. Rockville, научно-исследовательской компании, в качестве научного сотрудника. Сотрудничал в Arete Associates (Арлингтон) с 1989 года.
Он также провёл большую консультационную работу для Министерства обороны и промышленных аэрокосмических организаций по различным вопросам, от аэродинамики ракет до гидродинамики подводных лодок.
Читал лекции в США, Европе и Советском Союзе.
Был редактором журнала Американского института аэронавтики и астронавтики.
Умер от онкологического заболевания в своём доме в Мак-Лейне. Похоронен на кладбище Fairfax Memorial Park в Ферфаксе

## Личная жизнь
Жена — доктор Норма Вальо-Лаурин, два сына, Стефан Вальо-Лаурин и Марк Вальо-Лаурин.